# Maison Sokol de Banja Luka
La maison Sokol est située sur le territoire de la ville de Banja Luka, la capitale de la république serbe de Bosnie, en Bosnie-Herzégovine. Construite au début du XXe siècle, elle est inscrite sur la liste des monuments nationaux de Bosnie-Herzégovine.
La maison est liée au mouvement tchèque Sokol.